# Otishi nationalpark
Otishi nationalpark är belägen i regionerna Junín (84,5 procent) och Cusco (15,5 procent), i Peru. 
Nationalparken är 305 973 hektar stor och inrättades i januari 2003. Den inrättades för att skydda låglänt regnskog i sydvästra Amazonas och skogar i höglänt Yungas.